# Шартрез (колір)
Шартрез (традиційний) (Жовтий шартрез) (#DFFF00)
#DFFF00
Шартрез (веб) (Зелений шартрез) (#7FFF00)
#7FFF00
Шартрез (фр. chartreuse) — відтінок жовто-зеленого кольору. Колір Шартрез знаходиться приблизно посередині частот видимого спектра. Очі мають рецептори для сприйняття синього, зеленого і червоного. Але мозок не отримує інформації про кольори, він отримує інформацію про різницю світлого і темного та інформацію про різницю між кольорами. У підсумку рецепторам мозку найлегше «побачити» саме колір Шартрез. Цей колір часто використовується психологами і художниками як заспокійливий і одночасно найпомітніший для людини.
Своєю назвою колір зобов'язаний лікеру Шартрез.
Існують два основних відтінки кольору Шартрез:
- зелений Шартрез #7FFF00 — схожий з кольором лікеру «Зелений Шартрез», колір якого зумовлений настоєм з 130 трав, що входять до його складу (зелений пігмент — це в основному хлорофіл);
- жовтий Шартрез #DFFF00 — схожий з кольором лікеру «Жовтий Шартрез», виготовленого із застосуванням тих же рослин, що і зелений, але в інших пропорціях. Пігмент, що визначає колір напою — шафран.